# Erythrolamprus viridis
Erythrolamprus viridis — вид змій родини полозових (Colubridae). Ендемік Бразилії.

## Підвиди
Виділяють два підвиди:
- Erythrolamprus viridis viridis (Günther, 1862);
- Erythrolamprus viridis prasinus (Jan & Sordelli, 1866).

## Поширення і екологія
Erythrolamprus viridis поширені на північному сході Бразилії. Вони живуть в брехос — гірських анклавах вологих атлантичних лісів, оточених напівпосушливими заростями каатинги, трапляються в прибережних заростях рестінга. Ведуть наземний, денний спосіб життя, живляться амфібіями.